# Cantone di Oisemont
Il Cantone di Oisemont era una divisione amministrativa dell'arrondissement di Amiens.
È stato soppresso a seguito della riforma complessiva dei cantoni del 2014, che è entrata in vigore con le elezioni dipartimentali del 2015.
Comprendeva i comuni di:
- Andainville
- Aumâtre
- Avesnes-Chaussoy
- Bermesnil
- Cannessières
- Épaumesnil
- Étréjust
- Fontaine-le-Sec
- Forceville-en-Vimeu
- Foucaucourt-Hors-Nesle
- Fresnes-Tilloloy
- Fresneville
- Fresnoy-Andainville
- Frettecuisse
- Heucourt-Croquoison
- Inval-Boiron
- Lignières-en-Vimeu
- Le Mazis
- Mouflières
- Nesle-l'Hôpital
- Neslette
- Neuville-au-Bois
- Neuville-Coppegueule
- Oisemont
- Saint-Aubin-Rivière
- Saint-Léger-sur-Bresle
- Saint-Maulvis
- Senarpont
- Vergies
- Villeroy
- Woirel